# Стволова клетка
Стволовите клетки са клетки, откривани в повечето, ако не във всички многоклетъчни организми. Те се характеризират със способността да се самовъзстановяват чрез митотично клетъчно делене и да се диференцират до различни класове от специализирани клетъчни типове.
Смята се, че началото на изучаването на стволовите клетки е било през 60-те години на XX век след изследвания на канадските учени Ърнест Маккълок и Джеймс Тил на основни недиференцирани клетки, които имат запазена способност за диференциация в други типове клетки. Тази способност им позволява да действат като ремонтна система на тялото, снабдявайки го с други видове клетки, стига организмът да е жив.
Изследователи в областта на медицината вярват, че изследването на стволовите клетки има потенциал да промени борбата с болестите при човека, като се използва за поправка на определени тъкани или за отглеждане на органи. Правителствени доклади посочват обаче, че „остават значителни технически препятствия, които ще бъдат преодолени само чрез години интензивни изследвания“.
При бозайниците стволовите клетки са два основни типа: ембрионални стволови клетки, които се откриват в бластоцистите, и възрастни стволови клетки, откривани в зрелите тъкани. В развиващия се ембрион стволовите клетки могат да се диференцират във всички специализирани ембрионални тъкани. При възрастните организми стволовите клетки и клетките от първоизточника действат като система за възстановяване на тялото, заменяща специализираните клетки, но също така и поддържат нормалната реорганизация на регенерираните органи, като кръв, кожа или интестинални тъкани.

## Лечебни приложения на стоволовите клетки
Научноизследователската дейност в областта на стволовите клетки дава надежди за бъдещи начини за лечение на диабет, ревматоиден артрит, болест на Паркинсон, болест на Алцхаймер, остеоартрит, увреди на гръбначния мозък и др.